# Triweni
Triweni (z sanskrytu: trójsplot) – miejsce, gdzie pod Allahabadem (kiedyś Prajagą) w północnych Indiach dochodzi do połączenia (sangama) wód trzech indyjskich rzek Gangesu, Jamuny i legendarnej Saraswati. Co roku na przełomie stycznia i lutego, w okresie święta Megha-mela  tysiące pielgrzymów hinduskich zdąża w to miejsce. Co 12 lat obchodzi się tu to święto w obecności milionów pielgrzymów jako Kumbhamela. Jedno z najbardziej uczęszczanych przez pielgrzymów świętych miejsc Indii (obok Waranasi, Hardwaru, Ujjainu i Nashiku).